# Leu moldavo
Il leu (plurale lei, ISO 4217 codice MDL) è la valuta della Moldavia. Come il leu rumeno, quello moldavo è suddiviso in 100 bani (al singolare ban). Il nome della valuta, nato in Romania, significa "leone".

## Storia
Tra il 1918 e il 1940 e tra il 1941 e il 1944, quando la Moldavia era parte della Romania, il leu rumeno era utilizzato anche nella parte orientale della Moldavia. Il leu moldavo fu istituito il 29 novembre 1993, a seguito del collasso dell'Unione Sovietica e della creazione della Repubblica indipendente della Moldavia. Ha sostituito il cupon moldavo al cambio di 1 leu = 1.000 cupon.
In Transnistria, una repubblica non riconosciuta nata dalla Moldavia, è utilizzato il rublo transnistriano.

## Monete
Esistono monete da 1, 5, 10 e 25 bani in alluminio e 50 bani in alluminio-bronzo. I 50 bani, 1 e 5 leu erano emesse in acciaio inossidabile ma nel 1993 sono state ritirate.

## Banconote
Ci sono state due serie di banconote in leu: la prima ebbe esistenza breve e includeva solo i tagli da 1, 5 e 10 lei.
Nella tabella sottostante sono indicate invece le banconote della seconda serie:
| Seconda serie | Seconda serie | Seconda serie | Seconda serie | Seconda serie   | Seconda serie | Seconda serie                              | Seconda serie | Seconda serie | Seconda serie  |
| Immagine      | Immagine      | Valore        | Dimensioni    | Colore          | Descrizione   | Descrizione                                | Descrizione   | Data di       | Data di        |
| Fronte        | Retro         | Valore        | Dimensioni    | Colore          | Fronte        | Retro                                      | Tipo          | Primo conio   | Emissione      |
| ------------- | ------------- | ------------- | ------------- | --------------- | ------------- | ------------------------------------------ | ------------- | ------------- | -------------- |
|               |               | 1 leu         | 114 × 58 mm   | Giallo          | Stefano III   | Monastero Căpriana                         | Ritratto      | 1994          | Maggio 1994    |
|               |               | 5 lei         | 114 × 58 mm   | Blu             | Stefano III   | Chiesa di San Demetrio da Orhei            | Ritratto      | 1994          | Aprile 1994    |
|               |               | 10 lei        | 121 × 61 mm   | Rosso           | Stefano III   | Monastero Hîrjauca                         | Ritratto      | 1994          | Maggio 1994    |
|               |               | 20 lei        | 121 × 61 mm   | Lime            | Stefano III   | Cittadella Soroca                          | Ritratto      | 1992          | Novembre 1993  |
|               |               | 50 lei        | 121 × 61 mm   | Rosa            | Stefano III   | Monastero Hîrbovăţ                         | Ritratto      | 1992          | Maggio 1994    |
|               |               | 100 lei       | 121 × 61 mm   | Arancione       | Stefano III   | Fortezza di Tighina                        | Ritratto      | 1992          | Settembre 1995 |
|               |               | 200 lei       | 133 × 66 mm   | Rosa e giallo   | Stefano III   | Municipio di Chișinău                      | Ritratto      | 1992          | Settembre 1995 |
|               |               | 500 lei       | 133 × 66 mm   | Arancio e verde | Stefano III   | Cattedrale di Chișinău                     | Ritratto      | 1992          | Dicembre 1999  |
|               |               | 1000 lei      | 133 × 66 mm   | Viola           | Stefano III   | Edificio dell'ex Parlamento della Moldavia | Ritratto      | 1992          | Ottobre 2003   |
|               |               |               |               |                 |               |                                            |               |               |                |

## Valute parallele non ufficiali
Una valuta non ufficiale circolante in Moldavia parallela al leu è il dollaro statunitense. Dopo la creazione dell'Unione Monetaria Europea è subentrato anche l'euro; i tassi di cambio sono fortemente influenzati dall'instabilità politica ed economica della Moldavia.